# Robert Toberentz

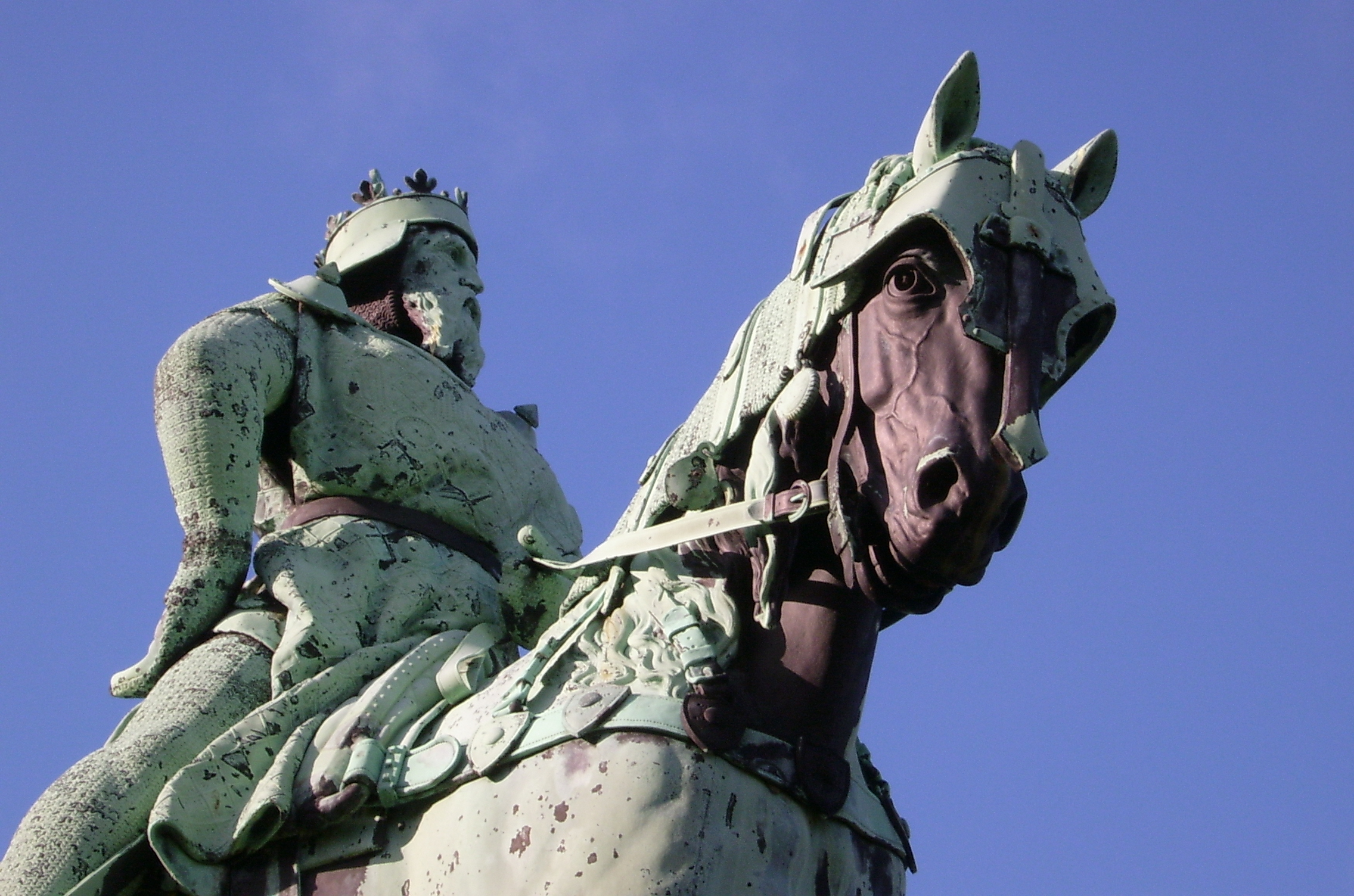
Werk von Robert Toberentz: Statue des Friedrich I., genannt Barbarossa, vor der Kaiserpfalz in Goslar

Robert Toberentz (* 4. Dezember 1849 in Berlin; † 31. Juli 1895 in Rostock) war ein deutscher Bildhauer.

## Leben
1867 bis 1869 studierte Toberentz an der Berliner Kunstakademie und danach zwei Jahre im Atelier von Johannes Schilling in Dresden.
Von 1872 bis 1875 ging er nach Rom, wo er allmählich immer mehr eine realistische Richtung in seinen mythologischen Genrefiguren und Gruppen einschlug, z. B.: „Ein Satyr mit Amor“, „Perseus verhüllt das Haupt der Medusa“, „Römischer Hirt“ (Nationalgalerie Berlin) und andere. Nach seiner Rückkehr aus Italien kam er wieder nach Berlin und war von 1879 bis 1885 Leiter des Meisterateliers für Bildhauerei am Schlesischen Museum der Bildenden Künste in Breslau.
1885 bis 1889 hielt sich Toberentz in Amerika auf und kehrte 1890 über Paris wieder nach Berlin zurück. Den Professorentitel erhielt er 1895 in Berlin.
Am 31. Juli 1895 starb Robert Toberentz während einer Reise in Rostock. Sein Grab befindet sich auf dem St.-Marien- und St.-Nikolai-Friedhof I im Berliner Ortsteil Prenzlauer Berg.
Er war mit der Rodin-Schülerin Catherine Toberentz, geb. Schlesinger, verheiratet.

## Schaffen
1875 brach er mit seiner älteren Richtung, die sich im Rauch’schen Idealstil bewegt hatte, und arbeitete in der Weise von Reinhold Begas im engen Anschluss an die Natur. Die ersten dieser Arbeiten waren die Marmorfigur einer Elfe und ein Faun mit Amor, denen 1878 die Bronzefigur eines ruhenden Hirten (in der Berliner Nationalgalerie) folgte. Auch seine sehr treffend charakterisierten Porträtbüsten wurden gerühmt.
1883 wurde sein Verfahren „Ausschmelzen des Wachsmodells durch einen heißen Luft- oder Dampfstrom“ patentiert (D.R.P. Nr. 24143).
Am 12. November 1887 wurde der monumentale Brunnen in Görlitz mit der sogenannten „Muschelminna“ eingeweiht, eine bronzene Frauenfigur mit einer Wasser spendenden Muschel über dem Kopf. Der Name „Muschelminna“ entstand aus dem Volksmund, der die auf dem Marmorsockel befindliche Bronzestatue so bezeichnete. Die Statue wurde während des Zweiten Weltkriegs eingeschmolzen. Seit 1994 ist eine originalgetreue Nachbildung auf dem Brunnen zu sehen.
1891 entstanden in Berlin die lebensgroße nackte Figur einer altgriechischen Bildhauerin, ein auf einem Ruhebett schlafendes Mädchen und das Reiterstandbild des Kaisers Barbarossa für die Kaiserpfalz Goslar.
Nach dem Tode des Bildhauers Martin Paul Otto wurde Robert Toberentz 1893 die Vollendung des Lutherdenkmals für Berlin übertragen, an dem vornehmlich der Kopf Luthers und die Sitzfiguren von Ulrich von Hutten und Franz von Sickingen sein eigenes Werk sind. Nach dem Einschmelzen sämtlicher Begleitfiguren der Denkmalsanlage und der Zerstörung des Platzes im Zweiten Weltkrieg wurde die erhaltene Lutherfigur in der Stephanus-Stiftung in Berlin-Weißensee aufgestellt. Die Rückführung des Denkmals an die Marienkirche in die Nähe seines ursprünglichen Standorts auf dem Neuen Markt im Marienviertel fand im Oktober 1989 kurz vor dem Fall der Berliner Mauer statt.

## Werke
- 1873: Italienisches Mädchen (im Bestand der Hamburger Kunsthalle)
- 1877: Ruhender Hirte (im Bestand der Alten Nationalgalerie Berlin)
- 1885: Vollendung des Luther-Denkmals in Berlin (nach dem Tod von Paul Otto)
- 1887: Brunnen Muschelminna auf dem Postplatz in Görlitz
- 1888: Büste Carl Schurz
- 1890: Erneuerung des Grabdenkmals für den Grafen Friedrich Bogislav von Tauentzien in Breslau
- 1892: Die Bildhauerin, Marmorstatue
- 1893: Grabmal des Schriftstellers Hans Herrig in Braunschweig
- 1893: Büste des Kultusministers Gustav von Goßler
- 1893: Entwurf für das Reiterbild Friedrich Barbarossas auf der Kaiserpfalz Goslar, nach Toberentz' Tod in Kupfer getrieben und 1900 enthüllt
- 1894: Doppelporträt des Prinzen Joachim und der Prinzessin Victoria Luise von Preußen, ehem. Audienzzimmer der Kaiserin Auguste Victoria im Neuen Palais, Potsdam.
- 1895: Standbild des Königs Friedrich der Große „im Alter seiner Thronbesteigung“ für den Weißen Saal im Berliner Stadtschloss

## Unveröffentlichte Quellen
- Archivalien im Georg-Kolbe-Museum, Berlin